# Raoul Savoy
Raoul Savoy (Sainte-Croix, Suiza, 18 de mayo de 1973) es un entrenador de fútbol suizo. Actualmente dirige a la selección de Chad.

## Carrera
En 2012, pasó por primera vez en Argelia dirigiendo MC Oran y en 2013 MC El Eulma.
El 15 de mayo de 2015, Raoul fue nombrado entrenador de la selección nacional de fútbol de Gambia. Renunció en diciembre de 2015.
En febrero de 2017, fue uno de varios entrenadores en la lista corta para el puesto vacante de entrenador de la selección nacional de Ruanda. Él más tarde se convirtió en entrenador de la República Centroafricana y permaneció hasta marzo de 2019.Dos años más tarde, inició una nueva etapa al frente del seleccionado africano que culminó en octubre de 2024.
El 1 de agosto de 2025, asumió al frente de la selección de Chad.

## Clubes como entrenador
| Club                                     | País                     | Año           |
| ---------------------------------------- | ------------------------ | ------------- |
| Tonnerre Yaoundé                         | Camerún                  | 2002-2003     |
| CODM Meknès                              | Marruecos                | 2003-2004     |
| SCC Mohammédia                           | Marruecos                | 2004-2005     |
| Ittihad Tanger                           | Marruecos                | 2006          |
| Etiopía                                  | Etiopía                  | 2006-2007     |
| Selección de Suazilandia                 | Suazilandia              | 2007-2008     |
| MC Orán                                  | Argelia                  | 2012          |
| MC El Eulma                              | Argelia                  | 2013          |
| FC Sion Sub-21                           | Suiza                    | 2013          |
| FC Monthey                               | Suiza                    | 2014          |
| Selección de la República Centroafricana | República Centroafricana | 2014-2015     |
| Selección de Gambia                      | Gambia                   | 2015-2016     |
| Selección de la República Centroafricana | República Centroafricana | 2017-2019     |
| Selección de la República Centroafricana | República Centroafricana | 2021-2024     |
| Selección de Chad                        | Chad                     | 2025-presente |